# 笠井智一
笠井 智一（かさい ともかず、1926年（大正15年）3月8日 - 2021年（令和3年）1月9日）は、日本の海軍軍人。最終階級は海軍上等飛行兵曹。第二次世界大戦（大東亜戦争）における戦闘機パイロット。共同撃墜10機を記録。

## 経歴
1926年（大正15年）3月8日、兵庫県多紀郡篠山町（現・丹波篠山市）の農家に男3人女2人の兄弟の末っ子として生まれた。体は大きく運動神経も良かったが、乗り物に弱くバス酔いする体質であった。鳳鳴中学2年の時、母校の先輩であり渡洋爆撃で知られていた小谷雄二大尉の帰郷講演を聞いて感動し海軍航空隊を志す。中学4年の時、甲種予科練に合格する。同期生に神風特別攻撃隊「敷島隊」隊員となった谷暢夫がいる。
1942年（昭和17年）4月1日、甲飛10期生として土浦空に入隊。1943年（昭和18年）5月、予科練修了。第32期飛行練習生として霞ヶ浦空千歳分遣隊で初歩飛行訓練を受ける。10月31日、飛行練習生教程修了。11月1日二飛曹に昇進。11月3日、徳島空付。戦闘機専修課程を受ける。通常の戦闘機操縦課程は約6か月間行われていたが、当時は戦争で搭乗員不足が深刻化しており、甲飛10期生は20日間で卒業を言い渡された。

### 二六三空
1943年11月23日、第二六三海軍航空隊（豹部隊）に配属。263空は内南洋防衛のために松山で開隊され、熟練搭乗員は少数で大半は甲飛10期などの若年搭乗員だった。1944年2月末から3月中旬の間に263空の零戦49機がグアムに進出。戦闘で基幹搭乗員は戦死し、笠井ら若年隊員が中核となった。1944年（昭和19年）4月中旬に空戦の神様と呼ばれた杉田庄一一飛曹が着任、笠井は杉田の列機を務めた。杉田は着任した日に「俺の愛する列機来い」と笠井らを呼び酒盛りをした。笠井は、杉田を静かな豪傑肌の人と評し、軍生活を通じてしっかりと空戦の指導をしてくれた先輩は杉田だけであったと回想している。特に空戦では編隊から絶対に離れないことを教え込まれ、落そうと考えず一番機が撃ったら照準器など見なくてもいいから一緒に撃て、それで協同撃墜になると言われたという。また「捻り込み」など説明の難しい技術も編隊訓練で杉田の後に続いていくことで覚えられたという。
4月25日、グアムに飛来したB-24の迎撃に参加。これが笠井にとって初の戦闘となったが、距離感が掴めず遠方から射撃してしまい、帰還後に杉田から厳しく叱られた。5月1日一飛曹昇進。
5月末、263空は連合軍のビアク島上陸に応じ、ハルマヘラ島カウ基地に進出。しかし、米機動部隊がマリアナ諸島に接近し、ペリリュー島へ引き返した。6月18日、サイパン島沖の米上陸艦艇への攻撃に参加。笠井らは30kg爆弾2個を抱えペリリューからヤップ島経由で向かい、爆弾投下に成功した。しかし、敵の対空砲火が激しく、多数の敵艦載機にも追われ、笠井は編隊から逸れたが、無事にグアムへ帰還した。
6月、あ号作戦により263空は壊滅。笠井ら搭乗員は輸送機でペリリューに撤退した。

### 三〇一空
1944年7月10日、263空は解隊、第三〇一海軍航空隊（301空）戦闘301飛行隊に編入。ダバオに滞在中、笠井らは喧嘩になって相手を殴ったが、その相手は陸軍憲兵であり、笠井らの身柄引き渡しを301空に要求した。隊長菅野直大尉は、そんなやつは知らないし、部下は渡さないと断ったが、再三要求され、それを避ける意味もあり、菅野は派遣隊として笠井らを率いてヤップ島に移動。7月10日-23日、ヤップ島でB-24の迎撃に参加。笠井はこの戦闘で1度被弾し不時着水して救出されている。派遣隊は撃墜17機（不確実9）撃破46機の戦果を上げ、第一航空艦隊司令長官から表彰を受けた。笠井は表彰で書かれた程には落ちていないだろうと戦後語っている。その後はセブ島へ引き上げ、笠井らは反跳爆撃の訓練に入る。
10月、損耗した零戦を補充するために本土に派遣された菅野を隊長とした空輸隊に参加。レイテ沖海戦直後にマバラカットに帰還。10月27日、神風特別攻撃隊忠勇隊の直掩任務に参加。笠井と同期の野々山尚も特攻隊員に含まれていた。笠井によれば、野々山は直掩が笠井と知り、よろしく頼むぞと明るく話していたという。11月1日、上飛曹に昇進。
11月、前線基地のセブ島に着陸した菅野隊は現地部隊から機体不足を理由に零戦を取られた。中攻に便乗してマニラへ帰還することになるが、途中、P-38に襲われ「もう駄目です、皆さん諦めてください」と中攻操縦員が告げると菅野が「どけ、俺がやる」と操縦を交代し敵機の追撃を振り切りルバング島へ不時着、脱出直後中攻は爆破された。
特攻直掩に任務が続いたが、笠井は杉田庄一に連れられ、杉田とともに司令の玉井中佐に特攻の志願を行う。しかし、玉井は「特攻はいつでも行ける。俺の代わりに内地に行って豹部隊の墓参りをしてこい。そこで菅野に合流し指示に従え」と言われた。内地に帰還する途中、台湾で米機動部隊襲来に遭遇し、現地部隊から特攻を命じられて待機したが、内地で菅野が待っているから行けと取り消された。菅野と合流後、252空に編入され、桜花の直掩任務に当たる予定と説明されたが、その後取り消された。

### 三四三空
1944年12月、第三四三海軍航空隊（343空、剣部隊）戦闘301飛行隊（新撰組）に参加。笠井によれば、開隊まで横須賀航空隊に仮入隊で訓練に入ったため、全員分の寝具もない状態で、隊員は毎日外出許可をもらって基地外で宿泊し、それを咎められたが、隊員はそれに構わず外出を続けたという。隊長の菅野大尉がどこかいい基地はないかと尋ねた際に、笠井は263空所属時に滞在した松山基地を推薦した。理由として飛行場がいいこと、松山の人達が親切なことを挙げた。菅野はすぐ紫電で松山に飛び、翌日上機嫌で松山に決めたという。また、笠井は当時体が大きくなり、体重も90kg近くになっていたので、菅野隊長から戦闘機操縦員としては重すぎるから艦爆に移れと言われ、それを本気にした笠井はその晩、菅野に戦闘機に残してくださいと泣いて頼みに行ったという。1945年（昭和20年）1月に杉田庄一が343空に着任すると、笠井は杉田区隊の二番機として杉田に学びながら後輩の指導も行った。
3月19日、343空は呉空襲邀撃戦が初陣となった。当日、笠井は下痢腹痛のため兵舎で寝ていたので、杉田に「お前みたいな奴は俺の列機にはいらん、卑怯者、そんなに怖かったら搭乗員をやめろ」と叱られ、笠井はどうしていいかわからず、泣いて謝ったという。
沖縄戦の開始に伴い343空は鹿屋に進出。4月12日、笠井はF6Fの2機撃墜を報告するが、杉田から「ちゃんと海に落ちたのを確認したか、確かに煙を噴いてはいたが、あれは向こうが逃げただけで不確実だ」と叱られた。また杉田の二番機だったのに編隊を離れたため、滅多に手を上げる人ではなかったが、この時はビンタを2、3発受けたという。笠井は杉田が乱戦の中でも逸れた自分を見ていてくれたことが有り難かったという。
4月15日、敵機接近の報を受け、343空は迎撃態勢に入るが、来襲したF6Fが近距離まで迫っていた為中止が命じられた。大部分は命令に間に合い、発進をとどまったが杉田隊は既に発進態勢に入っており、杉田機は発進の途中に撃墜され戦死した。宮沢豊美一飛曹の搭乗する三番機も杉田にF6Fが気を取られているすきに発進したが、直後に被撃墜、宮沢は戦死した。笠井は、整備員が戦闘機のチョーク（車止め）を外さずに避難したので脱出したという。直後に笠井機は敵の攻撃で破壊された。笠井によれば、中止命令はその時までに届いていなかったという。
4月17日頃、鹿屋基地から10メートルほど離陸した笠井は発動機の故障で小山に激突し右足を骨折し、霧島の海軍病院に半月ほど入院した。源田実司令と志賀淑雄飛行長が缶詰を持って直々にお見舞いに来たことに感動したという。早く復帰したい笠井は無理矢理帰隊したが、菅野隊長に「走ってみろ」と言われたが、足を引き摺って、まともに走ることが出来なかった為、「そりゃ駄目だ」と言われ湯治に戻された。

### 戦後
8月15日に鹿屋基地にて終戦を迎える。笠井は日本が負けるとは思わなかったという。グアム、南方諸島、フィリピン、沖縄、本土防空と最も過酷な負け戦の時期を戦ったため、勝ち戦を経験してみたかったと話している。笠井は最若年搭乗員に属しながら単独共同撃墜数は約10機である。
終戦時に司令の源田実大佐が皇統護持作戦の参加者を秘密裏に募るため、源田司令は敵国に日本が蹂躙されるのが忍びないので自決すると宣言し、准士官以上で心中したいものの参加を呼びかけた。笠井は下士官だが、この呼びかけに参加しようとした。しかし、源田司令から「皆ありがとう。俺と一緒に死んでくれるのはありがたい。しかしよく聞け。若い下士官はまだまだこれから人生がある。日本はこの戦争には負けたが、必ずや生きていれば二度目のお召しがあるだろうから、それまで郷里にて待て」と諌められてあきらめた。
自衛隊の発足時に源田司令から声がかかり、参加しようとしたが、身内にパイロットとして戦死した者もいて家族からもうパイロットだけはやめてほしいと反対され断念した。
戦後、杉田庄一の遺族が慰霊式にいないことに気づいた笠井は、主催者の志賀淑雄に尋ねると、杉田の遺族が戦後新潟から大阪に移動していたため、連絡先がわからなくなっていることが分かった。笠井はわずかな手がかりから杉田の遺族を探し出し、母と弟に杉田の戦死した場所も案内している。
復員後、笠井は大阪セメントに入社、ここで定年まで勤めた。

### 死去
2021年1月9日、慢性心不全のため兵庫県尼崎市の病院で死去。94歳没。

## 著書
- 『最後の紫電改パイロット』潮書房光人社